# Hazel Byford, Baroness Byford

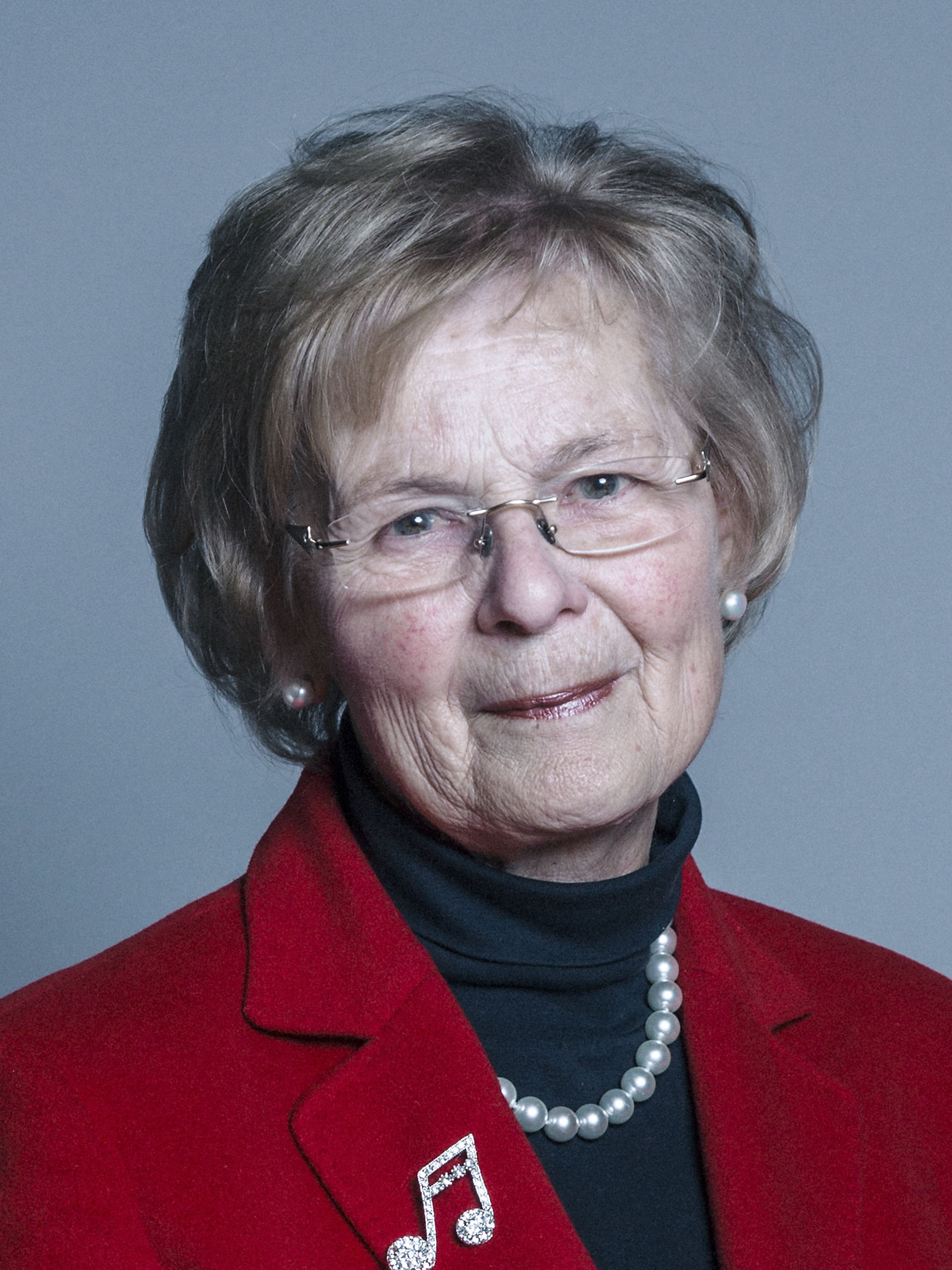
Hazel Byford, Baroness Byford (2018)

Hazel Osborne Byford, Baroness Byford DBE (* 14. Januar 1941 in Rothley) ist eine britische Politikerin (Conservative Party).

## Leben und Karriere
Byford wurde als Tochter von Sir Cyril Osborne (1898–1969) geboren. Ihr Vater war Politiker der Conservative Party und von 1945 bis zu seinem Tode im Jahre 1969 Mitglied des House of Commons für den Wahlkreis Louth in Lincolnshire. Byford besuchte zunächst die Portland House School in der London Road in Leicester, später dann die private St. Leonard’s School in St Andrews. Nach ihrem Schulabschluss studierte sie Landwirtschaft am Northamptonshire Agricultural College in Moulton. Später war sie als Geflügelzüchterin tätig; sie züchtete Elterntiere für die Geflügelfirma Thornbers.
Von 1961 bis 1976 war Byford für den Women’s Royal Voluntary Service tätig, die letzten fünf Jahre dieser Zeit als „County Organiser“ in Leicestershire. Von 1989 bis 1994 war sie Mitglied des Transport Users’ Consultative Committee und von 1994 bis 1995 beim Rail Users’ Consultative Committee.
Sie hatte mehrere Parteiämter inne: Von 1986 bis 1993 war sie Vorsitzende des East Midlands Women’s Conservative Committee, von 1989 bis 1990 stellvertretende Vorsitzende und ab 1990 bis 1993 Vorsitzende (Chairman) des National Committee der Conservative Women. 1996 war sie Vorsitzende beim Parteitag der Conservative Party (Conservative Party Conference) in Bournemouth. Von 1996 bis 1997 war sie Präsidentin der National Union of Conservative and Unionist Associations.
Byford übte zahlreiche weitere Ämter und Ehrenämter aus. 2007 wurde sie zur Präsidentin der Royal Association of British Dairy Farmers gewählt; dieses Amt hatte sie bis Juni 2010 inne. 2010 war sie Präsidentin des Royal Smithfield Club. Am 2. März 2010 wurde sie bei der Livery Company The Worshipful Company of Farmers als „Under Warden“ in die Ratsversammlung (Court) gewählt.
Sie ist Mitglied des Domkapitels (Canon) der Kathedrale von Leicester. Sie ist Schirmherrin (Patron) von verschiedenen landwirtschaftlichen Organisationen: Women Food and Farming Union, National Farm Attractions Network und des Institute of the Agricultural Secretaries and Administrators. Sie ist Präsidentin der Leicestershire Clubs for Young People und der Organisation Linking Environment and Farming (LEAF). Sie ist außerdem Präsidentin der St Leonard’s School in St Andrews.
Seit 2003 ist sie assoziiertes Mitglied (Fellow) der Royal Agricultural Society.

## Mitgliedschaft im House of Lords
Byford wurde am 15. Oktober 1996 zur Life Peeress als Baroness Byford, of Rothley in the County of Leicestershire, erhoben und am 19. November 1996 offiziell ins House of Lords eingeführt. Ihre Antrittsrede dort hielt sie am 27. November 1996.
Als Themen von politischem Interesse nennt sie auf der Webseite des Oberhauses das Landwirtschaft, ländliche Gebiete und ländliche Themen.
Von 1997 bis 1998 war sie Whip der Opposition. Von 1998 bis 2007 war sie Sprecherin der Opposition für Ernährung, Landwirtschaft und Ländliche Fragen. Byford war von Dezember 1998 bis 2002 Sprecherin der Opposition für Landwirtschaft und von 1998 bis 2003 für Umwelt.
Ihre Anwesenheit bei Sitzungstagen liegt im mittleren Bereich.

## Wirken in der Öffentlichkeit
Im Januar 2009 hinterfragte sie in einer parlamentarischen Anfrage im House of Lords die Position der Regierung in Hinblick auf zu hohe Zahlungen an landwirtschaftliche Unternehmen im Rahmen der sog. 'Hill Farm Allowance' (Hochlandsprämie).
Im Rahmen der Veranstaltungsreihe Peers in Schools besuchte Byford im März 2012 das Guthlaxton College und berichtete dort unter anderem von ihrer Arbeit im House of Lords.

## Ehrungen
Sie wurde 1994 als Dame Commander des Order of the British Empire geadelt. 2008 erhielt sie die Ehrendoktorwürde als Doctor of Science der Nottingham Trent University in Anerkennung ihrer außergewöhnlichen Verdienste um die Landwirtschaft. 2010 erhielt sie von der University of Leicester den Ehrendoktor als Doctor of Laws.

## Familie
Sie heiratete 1962 C. Barrie Byford. Sie ist Mutter von zwei Kindern, ein Sohn (†) und eine Tochter.